# Sensus
Sensus is een voedingsmiddelenfabrikant met fabrieken in Roosendaal en Zwolle en verkoopkantoren in Roosendaal, Kuala Lumpur en New Jersey. Het is onderdeel van Royal Cosun, net als Suiker Unie, Aviko, SVZ en de Duynie Groep. De fabriek in Roosendaal is een voormalige suikerfabriek, die sinds 1997 chicoreiwortels verwerkt.
Sensus verwerkt de wortels van cichorei, een veredelde variëteit van de witlof-wortel, tot de voedingsvezels inuline en oligo-fructose. Inuline is een voedingsvezel die wetenschappelijk bewezen gezondheidsvoordelen en een neutrale tot zoete smaak heeft.